# Brassens me disait
Brassens me disait est un récit biographique écrit par Mario Poletti sur son ami, le chanteur et interprète Georges Brassens.

## Introduction
Ce livre de 'l'ami Mario Poletti' nous présente Brassens sous un jour nouveau. Il est constitué de quelque 80 textes collectés par Poletti et agrémenté de nombreuses photographies. À partir de vingt années d'amitié et complicité, Georges Brassens est présenté d'une manière assez originale dans sa vie de tous les jours, avec son cercle d'amis si important pour lui, sa simplicité, sa générosité et son humour (parfois noire).
On y trouve beaucoup d'anecdotes, des manuscrits et brouillons inédits, leur grande connivence dans leurs lectures et des photos du temps où ils n'étaient que deux gamins sétois.